# Echinocereus carmenensis
Echinocereus carmenensis es una especie de planta suculenta perteneciente al género Echinocereus, dentro de la familia Cactaceae. Es endémica del noreste de México (concretamente del estado de Coahuila).

## Descripción
Echinocereus carmenensis es una especie de cactus que crece de forma solitaria y presenta una morfología que varía entre esférica y cilíndrica. Alcanza hasta 15 cm de altura y unos 6 cm de diámetro. Su epidermis tiene un color verde, y sus raíces son fibrosas y ramificadas.
Esta planta presenta entre 14 y 20 costillas ligeramente tuberculadas, con un ancho de 1 a 1,5 cm y una altura de 0,4 a 1 cm. Las areolas, de forma ovalada, miden aproximadamente 5 mm de largo y se encuentran separadas entre sí por una distancia de 5 a 10 mm. Cada areola posee una espina central recta, erecta y acicular, que puede estar ausente. Esta espina mide entre 0,8 y 1,2 cm de largo y tiene un color amarillo con la punta marrón. Además, cuenta con entre 18 y 26 espinas radiales dispuestas en forma de abanico (pectinadas), de entre 0,2 y 1 cm de largo, con la misma coloración. En sus primeras etapas, las plántulas aparecen densamente cubiertas de pelos.
Las flores tienen forma de embudo, desprenden un aroma similar a la vainilla y presentan una coloración que va del verde amarillento al verde marrón, con una franja central marrón. Miden de 2 a 3 cm de largo y entre 1,5 y 2 cm de diámetro. La yema floral, de aspecto redondeado, es espinosa y varía de verde amarillento a rojizo marrón.
El tubo floral y el ovario miden hasta 1 cm de largo, presentan un color verde oscuro y poseen areolas con entre 8 y 12 espinas blancas de 0,3 a 1 cm de longitud. Los pétalos alcanzan de 2 a 3 cm de largo y entre 0,3 y 0,5 cm de ancho. La cámara de néctar mide de 1 a 2 mm. Los estambres tienen filamentos verdosos de entre 1 y 1,5 cm y anteras amarillas. El estilo es blanco con la parte superior verdosa y mide entre 2 y 2,5 cm. El estigma posee entre 7 y 10 lóbulos de 3 a 5 mm de largo, de color verde.
Los frutos, de forma redonda, maduran entre 1,5 y 2 meses después de la floración. Miden entre 1 y 1,2 cm tanto de largo como de diámetro. Presentan una coloración verde con tonos rojizos y contienen pulpa blanca. Se abren longitudinalmente al alcanzar la madurez y no emiten aroma. En su interior albergan semillas negras de 1 a 1,2 mm de largo y 0,8 mm de ancho, con una testa perforada y cubierta de verrugas prominentes.

## Distribución y hábitat
El área de distribución nativa de esta especie es el noreste de México (concretamente en el estado de Coahuila) y habita principalmente en biomas desérticos o de matorral seco. Crece tanto en paraderas como en laderas pedregosas, a altitudes que oscilan entre los 1500 y los 1700 metros sobre el nivel del mar.

## Taxonomía
Echinocereus carmenensis fue descrita por los botánicos Wolfgang Blum, Michael Lange y E. Scherer, y publicada por primera vez en el libro Echinocereus: Monografía 221 en 1998.
Etimología
- Echinocereus: nombre genérico formado a partir de las palabras latinas ĕchīnus (que significa ‘erizo’) y cereus (que se traduce como 'vela' o 'cirio'), en alusión a los tallos cortos, columnares y espinosos que presentan las especies de este género.[6]
- carmenensis: epíteto geográfico que hace referencia a la presencia de la especie en la Sierra del Carmen, en el estado de Coahuila (México).[1]

## Usos
Echinocereus carmenensis se cultiva principalmente como planta ornamental por su pequeño tamaño y por sus flores fragantes. Requiere un sustrato mineral muy permeable con bajo contenido en materia orgánica debido a su sensibilidad a la pudrición.
Durante la temporada de crecimiento, necesita riegos moderados. En invierno debe mantenerse completamente seca y a temperaturas entre 5 y 15 °C, evitando ambientes con alta humedad. Un exceso de agua o sombra puede alterar su forma natural, haciendo que el tallo se hinche.
Requiere exposición a luz solar brillante, aunque se adapta bien a la luz filtrada o al sol directo de la mañana. La exposición prolongada al sol intenso puede provocar quemaduras, pero una iluminación adecuada favorece la floración y la producción de espinas. Tolera temperaturas de hasta –10 °C durante cortos periodos si se mantiene seca y en condiciones frescas. Durante el crecimiento activo, se puede aplicar un fertilizante con bajo contenido en nitrógeno y alto en fósforo y potasio para estimular el desarrollo sin ablandar los tejidos de la planta.
En cuanto a plagas y enfermedades, esta planta suele mantenerse sana si se cultiva en un sustrato mineral bien aireado, con buena exposición y ventilación. Sin embargo, puede verse afectada por ácaros como la araña roja, que puede controlarse mediante riego por aspersión. También pueden aparecer cochinillas en el nuevo crecimiento o en las raíces. La podredumbre radicular es poco frecuente si se evita el exceso de riego y se garantiza una adecuada ventilación; en caso contrario, los fungicidas resultan poco eficaces.